# Milonides (comtes de Tonnerre)
Les Milonides de Tonnerre, sont la première dynastie comtale attestée à la tête du comté de Tonnerre, de la fin du IXe au Xe siècle. Elle tire son appellation du prénom — Milon, alias Miles, Mille — qu'ont porté un grand nombre de ses membres.

## Histoire

### Origines incertaines
L'origine des Milonides ne peut être établie avant l'an mil, selon Fromageot (1973). Chaume (1925) considérait qu'ils étaient issus de la noblesse bourguignonne en raison de leurs possessions dans la région de Langres.
Petit (1888) envisageait qu'ils pouvaient être issus de Girart de Roussillon, comte de Paris, puis comte de Vienne au IXe siècle. Chaume (1925), pour sa part, indiquait qu'ils trouvaient leur origine d'un certain Miles/Milon de Narbonne, que l'on retrouve mentionné en 780/782, dans l'Histoire générale de Languedoc (t. I, t. II, preuves).
Plus récemment, Fromageot (1973) indique qu'ils sont les descendants des comte de Langres, mentionnant Miles/Mille, comme étant le fils du comte Miles [II] (vivant entre 880-894).

### Premiers membres attestés
Les premiers membres de cette lignée se trouvent mentionnés à Tonnerre, à partir du Xe siècle, voire probablement présents au siècle précédent. Les différentes mentions sont liées notamment au développement de l'abbaye Saint-Michel de Tonnerre.
Une charte de 980 indique que le comte de Tonnerre, Milon ou Mille (Milo comes pagi Tornodonensi), associé à l'évêque de Langres, Widric, fait restaurer l'abbaye Saint-Michel de Tonnerre (Cartulaire général de l'Yonne I no LXXVI),. Quelques années plus tard, au plus tôt en 997, un comte Milon fait don, avec son épouse, Ermengarde et ses chers fils Achard, Renard (Rainard) et Albéric (Aubri), de son aleu possédé à Coussegré (Coussegrey),, situé au nord de Tonnerre. L'acte est souscrit par le comte Rainard, qui, selon Petit (1888), serait comte de Bar-sur-Seine,. Le comte Milon semble mourir vers 998,. Son fils Renard lui succède. Son épouse, Ermengarde, épouse, peu de temps après, en secondes noces le comte Herbert III de Vermandois,.
Le comte Renard, fils du comte Milon, fait don, d'après une charte antérieure à 1002/1003, avec l'appui de sa mère Ermengarde, de métairies, situées dans les environs de Tonnerre, au monastère Saint-Michel,,. Dans cet acte, Renard est qualifié de « comte du pagus de Tonnerre » et sa mère de comtesse (Raynardus comes Tornodorensis pagi et mater mea Ermengardis comitissa). Sa mère fonde en 1018 le prieuré de Saint-Valentin à Griselles, dans le Châtillonnais (en Bourgogne),, en limites des comtés de Tonnerre, du Lassois et de Bar-sur-Seine. Ces terres pouvaient appartenir, selon Petit (1888), à son propre héritage ou son douaire. Son fils, sa belle-fille, Helvis/Helvide, et son petit-fils, Eudes (Odon), souscrivent à cette fondation,,,. Dans cet acte, Ermengarde porte le titre de comtesse de Vermandois,. La fondation reçoit le soutien de l'évêque de Langres, Lambert, qui possède une certaine autorité sur le Tonnerrois, mais semble également un parent des Milonides, appelant la comtesse « fidèle et amie très chère ». On retrouve le comte Renard dans deux autres actes datés de 1031/1035 et de 1034/1038, aux côtés de son épouse, Helvis/Helvide, et de son fils Hardouin et sa fille Ermengarde.
Cependant, les historiens et généalogistes de cette famille se sont trouvés devant une difficulté puisqu'un autre comte de Tonnerre est mentionné dans des actes au cours de cette période. Ainsi, deux actes de 1022 et 1043 sont signés par Milon, « comte du château de Tonnerre »,. Ce dernier est mentionné aux côtés de son épouse, Azeka,. Petit (1888) faisait remarquer que le père Jacques Vignier (1842) avait admis « qu'Hervise et Azeca étaient deux sœurs qui avaient apporté Bar-sur-Seine par leur alliance avec les deux frères Rainard et Mile III. Son hypothèse, dénuée de preuves, a été adoptée par tous les auteurs et par L'Art de vérifier les dates. »

### Extinction de la famille
La branche aînée semble s'éteindre au cours du XIe siècle, notamment avec le passage par mariage du comté de Tonnerre sous la coupe de la maison de Nevers,.

## Filiation
La généalogie des Milonides a fait l'objet de nombreuses publications parfois contradictoires, notamment au XIXe siècle.
Sont régulièrement cités les travaux de J. Vignier (Chroniques de l'évêché de Langres, 1842, Décade historique du diocèse de Langres, 1891-1894) ; E. Petit (Histoire des ducs de Bourgogne de la race Capétienne, 1888) ; A. Roserot (Dictionnaire historique de la Champagne méridionale, 1942-1948) ; M. Chaume (Les origines du duché de Bourgogne, 1925-1937, Recherches d'histoire chrétienne et médiévale, 1947) ; J. Laurent (Cartulaires de Molesme, 1907-1911, L'origine du comté de Bar, 1951) ; M. Bur (La formation du comté de Champagne, 1977) ou plus récemment ceux J.-N. Mathieu (Recherches sur les premiers comtes de Tonnerre, 1994, Nouvelles recherches sur les premiers comtes de Tonnerre 1999),. La numérotation des Miles peut varier selon les publications.
La filiation suivante est une synthèse du Dictionnaire biographique, généalogique et historique de l'Yonne (1996) et des travaux de J.-N. Mathieu (1994, 1999), :
- Miles (Mille, Milon/Millon) Ier (vivant en 880-894), comte de Tonnerre, fils de Miles [II], comte de Langres, ∞ Atila.
  - Miles [II] (…), comte de Tonnerre.
    - Gui Ier, comte de Tonnerre, ∞ Adèle, fille d'Aubri.
      - Miles (Mille, Milon/Millon) [III] (vivant en 975-985), comte de Tonnerre, ∞ Engeltru/Engeltrude/Ingeltru/Ingeltrudis/Ingeltrude [de Montreuil][n 1], probable fille d'Engelbert II de Brienne (selon Petit).
        - Miles [IV] († v. 1002/3), comte de Tonnerre (997), ∞ Ermengarde/Hermangarde [de Bar(-sur-seine)], probable fille de Rainard de Bar-sur-Seine[10],[n 2], veuve (ou remariage[10]) avec Herbert III de Vermandois. 
          - Achard (vivant v. 907).
          - Renard/Rainard/Renaud Ier (vivant v. 907, 1009-1040), comte de Tonnerre (997, 1002, 1039) et de Bar-sur-Seine, ∞ Helvis/Helvide/Hadvide/Hervise/Ervide [de Vermandois] ou [de Bar] ou [de Breteuil].
            - Eudes/Otto(n) (vivant en 1018).
            - Harduin, évêque de Langres (1050-1065).
            - Hermangarde/Ermengarde (vivante en 1036-1039), ∞ Guillaume Ier de Nevers († v. 1097).
              - héritière du comté par son cousin Hugues-Renaud, qui passe à la maison de Nevers.

          - Miles (Mille, Milon/Millon) [V] († v. 1046/48), comte de Tonnerre (1022, 1043), ∞ Azeka/Azeko [de Bar] ou [de Breteuil], peut être la sœur d'Helvis/Hervise/Ervide.
            - Hugues-Renaud/Renard († v. 1084), comte de Tonnerre et de Bar(-sur-seine) (1046), évêque de Langres (1065-1085).
            - Eustachie († v. 1085/1111), ∞ Gautier, comte de Brienne et de Bar(-sur-seine) (1081-1090).
              - trois fils : Engelbert, Érard, comte de Brienne, et Milon, comte de Bar-sur-Seine.

            - Waléran/Geoffroy († v. 1046).
            - Gui/Guy.

          - Eudes/Otto.
          - Aubri/Albéric v. 907.
          - Gui/Guy (vivant en 1040).

      - Guérin, évêque.

    - Achard, évêque de Langres (948-969), comte de Langres (à partir de 967).

  - Regintrudis, ∞ Girbold/Gerbaut (vivant en 878-892), comte d'Auxere.

Le lien entre Rainard/Renaud et Miles V ne fait pas consensus. Certains auteurs en font deux frères. Mathieu (1994, 1999) considère que Rainard/Renaud et Miles V ne seraient qu'une seule et même personne. Il ajoute par ailleurs que le prénom Azeka/Azeko, épouse de Miles V, serait une forme hypocoristique d'Helvis, épouse de Renard,.

## Personnalités
- Harduin, évêque de Langres (1050-1065).
- Hugues-Renaud/Renard, dit de Bar († v. 1084), comte de Tonnerre et de Bar(-sur-seine) (1046), évêque de Langres (1065-1085).
- Hermangarde/Ermengarde, héritière du comté de Tonnerre qui passa à la maison de Nevers par son mariage.
- Achard, évêque de Langres (948-969), comte de Langres (à partir de 967).